# Xã Jefferson, Quận Williams, Ohio
Xã Jefferson (tiếng Anh: Jefferson Township) là một xã thuộc quận Williams, tiểu bang Ohio, Hoa Kỳ. Năm 2010, dân số của xã này là 1.920 người.